# نبرد بانیاس
نبرد بانیاس (انگلیسی: Battle of Banias)، نبردی در سال ۱۱۷۹ میلادی میان نیروهای پادشاهی اورشلیم به رهبری بالدوین چهارم پادشاه اورشلیم و صلاح‌الدین ایوبی بود که با پیروزی ایوبیان و عقب‌نشینی نیروهای پادشاهی همراه بود.